# Carmen Carbonell
Carmen Carbonell Nonell (19 de marzo de 1900-Barcelona, 27 de noviembre de 1988) fue una actriz española.

## Biografía
Una de las grandes damas del teatro español del siglo XX, debuta sobre los escenarios en 1914, siendo todavía pequeña en el antiguo Teatro de la Princesa (luego convertido en Teatro María Guerrero). 

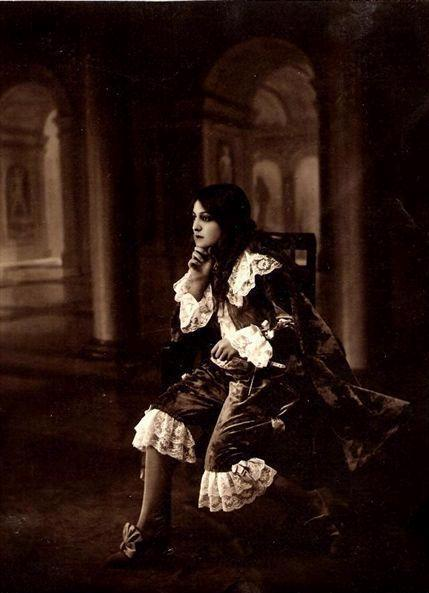
Fotografiada hacia 1917

Tras pasar por la compañía de Margarita Xirgu, desde los años treinta se incorporó a la Compañía del Teatro Lara de Madrid. Allí conoció al que sería su marido, el también actor Antonio Vico, con el que funda una Compañía propia y con el que estrena, entre otras, Para ti es el mundo (1929), de Carlos Arniches. 
Tras la Guerra Civil el matrimonio se une a Concha Catalá y Manuel González, formando la Compañía Los Cuatro Ases, con la que cosecharían grandes éxitos a lo largo de las décadas de los 1940 y 1950.
Entre los montajes teatrales de los que Carmen Carbonell formó parte figuran Mariana Pineda (1927), La princesa Bebé (1927), Más fuerte que el amor (1928), Pigmalión, Los Palomos, Gigí, Harold y Maude, Margarita y los hombres, La Casa de Bernarda Alba, ¡Viva lo imposible! (1939), Y amargaba (1941), El aprendiz de amante (1947), La señal que se espera (1952), Chocolate a la española (1953), Otra Fedra, si gustáis, La casamentera (1960) y Los caciques (1962). 
En sus últimos años, participó en  Pigmalión (1964), de George Bernard Shaw, Después de la caída (1965), de Arthur Miller, la comedia Enseñar a un sinvergüenza (1967-1968), de Alfonso Paso, Los delfines (1969), de Jaime Salom, La doble historia del doctor Valmy (1976), de Buero Vallejo, La casa de Bernarda Alba (1976), de García Lorca, Volpone, de Ben Jonson o El enfermo imaginario, de Molière.
Su carrera cinematográfica fue mucho más discreta, pudiendo mencionarse como títulos destacables: Fortunato (1942), de Fernando Delgado de Lara, Marcelino pan y vino (1955), de Ladislao Vajda, El secreto inconfesable de un chico bien (1976), de Jorge Grau, Un hombre llamado Flor de Otoño (1978), de Pedro Olea y Nacional III, de Luis García Berlanga y para televisión Vestida de tul de Jaime Chávarri (1976) y El okapi de Ana Diosdado (1974).
Fue madre del actor Jorge Vico (1933-1977) y abuela del actor Antonio Vico (1956-), que estuvo casado con la actriz Maribel Lara (1971-).

## Premios
- Premio Nacional de Teatro en 1959 y en 1980.
- Premio María Guerrero de la Villa de Madrid.
- Medalla del Círculo de Bellas Artes.
- Medalla de Oro de Valladolid.

- Datos: Q3817736
- Multimedia: Carmen Carbonell / Q3817736